# Saint-Jean-du-Castillonnais
Saint-Jean-du-Castillonnais é uma comuna francesa na região administrativa de Occitânia, no departamento de Ariège. Estende-se por uma área de 4,74 km². Em 2010 a comuna tinha 23 habitantes (densidade: 4,9 hab./km²).